# 诺阿莱
诺阿莱（義大利語：Noale），是意大利威尼托大区威尼斯省的一个市镇。总面积25平方公里，人口15749人，人口密度630.0人/平方公里（2009年）。国家统计（ISTAT）代码为027026。